# Куатреказас, Жозеп
Жозе́п Куатрека́зас Аруми́ (кат. Josep Cuatrecasas Arumí, исп. José Cuatrecasas Arumí; 1903—1993) — испанско-американский ботаник.

## Биография
Жозеп Куатреказас родился 19 марта 1903 года в муниципалитете Кампродон в семье Жозепа Куатреказаса Жениса и Кармен Аруми. Учился в Барселонском университете, в 1923 году окончил его с дипломом по фармации. В 1928 году получил степень доктора. Вместе с Пием Фонт-и-Кером работал в редакции журналов Cavanillesia и  Butlletí de la Institució Catalana d'Història Natural. В 1931 году, в 28-летнем возрасте Куатреказас стал профессором описательной ботаники Центрального университета Мадрида (Университет Комплутенсе).
Куатреказас занимался изучением флору Колумбии, а зимы проводил в Берлине, определяя собранные в тропиках образцы. Женился на чешке Марте Марие Новак, обучавшей его немецкому языку. В начале Гражданской войны в Испании Куатреказас возглавлял Мадридский ботанический сад. По окончании войны Жозеп Куатреказас, будучи противником режима Франко, покинул Испанию и поселился в Колумбии, до 1943 года был профессором Университета Боготы, затем перешёл в Университет Валье.
В 1947 году Куатреказас переехал в США. Сначала он работал в Чикагском музее естественной истории, с 1955 по 1977 год — научным сотрудником в Смитсоновском институте. В 1964—1971 годах Куатреказас был одним из главных редактором фундаментальной сводки Flora Neotropica. В 1983 году он стал почётным директором Мадридского ботанического сада.
29 мая 1993 года Жозеп Куатреказас скончался.
Многочисленные образцы растений, собранные Куатреказасом, он передал гербарию Мадридского ботанического сада.

## Некоторые научные публикации
- Cuatrecasas, J. (1929) Flora del macizo de Mágina. 510 p.
- Cuatrecasas, J. (1936). Resumen del nacimiento de Mutis. 158 p.
- Cuatrecasas, J. (1940—1956). Notas a la Flora de Colombia. 14 vols.

## Роды растений, названные в честь Ж. Куатреказаса
- Cuatrecasanthus H.Rob., 1989
- Cuatrecasasiella H.Rob., 1985
- Cuatrecasasiodendron Standl. & Steyerm., 1964 [= Arachnothryx Planch., 1849]
- Cuatrecasea Dugand, 1940 [= Iriartella H.Wendl., 1860]
- Cuatresia Hunz., 1977